# Une année polaire
Pour plus de détails, voir Fiche technique et Distribution.
Une année polaire est un film français réalisé par Samuel Collardey et sorti en 2018.

## Synopsis
Anders Hvidegaard, jeune instituteur danois, est attiré par l'aventure et les voyages, et aspire à une nouvelle vie. Il profite de son expérience pour postuler pour un emploi d'enseignant au Groenland, "colonie" danoise, dans le village de Tiniteqilaaq. 
Mais il se rend vite compte que le Danemark et les réflexes sociétaux dont il est empreint sont lointains, tant avec les enfants que les parents et les habitants du petit village de 80 âmes où il doit effectuer une année scolaire et inculquer une culture et son vecteur le langage officiel danois à des jeunes dénués de toute contrainte hiérarchique, et d'autorité morale ou sociétale. 
Personne dans ce microcosme ne veut considérer son apport venu d'ailleurs comme essentiel, tant ils sont rétifs à la normalisation et la mondialisation., et sont conscients de la particularité d'une nature qui ne permet pas de faire décoller une économie telle qu'envisagée par le pouvoir central, économie réduite à sa plus simple expression, la chasse et la pêche, seuls moyens de survie, au sens propre du terme.

## Fiche technique
- Titre : Une année polaire
- Réalisation : Samuel Collardey
- Scénario : Samuel Collardey et Catherine Paillé
- Photographie : Samuel Collardey
- Son : Vincent Verdoux
- Montage : Julien Lacheray
- Montage son : Valérie Deloof
- Mixage : Julien Roig
- Musique : Erwann Chandon
- Société de production : Geko Films
- SOFICA : LBPI 10, Manon 7
- Distribution (France) : Ad Vitam Distribution
- Pays d'origine :  France
- Durée : 94 minutes
- Date de sortie : 30 mai 2018

## Distribution
- Anders Hvidegaard : lui-même
- Asser Boassen
- Thomasine Jonathansen
- Gert Jonathansen
- Julius B. Nielsen
- Tobias Ignatiussen
- les habitants de Tiniteqilaaq (Groenland)

## Sélection
- Festival de Cannes 2018 (en compétition « Cannes Écrans Juniors »)[1]